# Sonia Silvestre
Pour les articles homonymes, voir Silvestre.
Sonia Silvestre, née le 16 août 1952 à San Pedro de Macorís (République dominicaine) et morte le 19 avril 2014 (le 17 avril d'après Wikidata) à Saint-Domingue (République dominicaine), est une chanteuse dominicaine, également animatrice de radio.

## Biographie
Sonia Silvestre s'est impliquée dans la chanson lorsque, en étant encore adolescente, elle a connu la chanteuse Cecilia García, qui l'a fait chanter dans des jingles publicitaires.
Étudiante en pédagogie, elle fait son début officiel comme chanteuse en mai 1970, dans le programme "Gente" produit par Freddy Ginebra pour la Radio télévision dominicaine les samedis soir. Elle y a interprété le thème des Frères Castro Yo sin ti accompagnée du groupe de Luis José Mella et elle a rapidement signé ses premiers contrats artistiques.

## Années 1990, bachata et reconnaissance
Pendant les années 1990, à la suite du succès obtenu avec l'album Yo quiero andar, produit par Cholo Brenes, Sonia Silvestre donne de multiples présentations dans tout le pays accompagnée du groupe Trilogía formé par Chichí Peralta aux percussions, Héctor Santana à la basse et Juan Francisco Ordóñez à la guitare, ce qui a contribué à donner une reconnaissance au style du tecnoamargue, genre basé sur les bachatas de Luis Días.
Avec ce dernier, elle réalise un intense travail sur la bachata, genre musical du folklore urbain de Saint-Domingue.

## Discographie
- 1973 : Esta Es Sonia Silvestre
- 1975 : Sonia en Buenos Aires
- 1976 : La Nueva Canción
- 1978 : Sonia canta poetas de la Patria
- 1979 : Folkhoy
- 1980 : Corazón de vellonera
- 1984 : Una verdadera intérprete
- 1987 : Edición especial de grandes éxitos de los años 70
- 1989 : Yo quiero andar
- 1994 : Amor y desamor
- 1998 : Mi corazón te seguirá
- 2007 : Verde y negro (avec Víctor Víctor)

## Filmographie
Sonia a aussi participé comme actrice secondaire dans les films dominicains Me duele el alma (1993) et Ladrones a domicilio (2008).